# アーノルド・パラシオス
アーノルド・インダレシオ・パラシオス（英語: Arnold Indalecio Palacios; 1955年8月22日 - 2025年7月23日）は、北マリアナ諸島・サイパン島出身の政治家。死去した時点で北マリアナ諸島知事（第10代）。2019年から2023年まで北マリアナ諸島副知事（第12代）を務めた。下院議員通算4期、上院議員通算1期。現在は無所属だが、かつては共和党に属していた。

## 経歴・人物
1955年8月22日、パラシオスはサイパン島で生まれた。カーメル・マウント・スクール高校を卒業し、オレゴン州のポートランド州立大学で経営学の理学士号を取得した。
2005年の選挙で、サイパン島と北マリアナ諸島の一部を含む下院第三選挙区に共和党から出馬し、当選。2007年選挙でも当選を果たし、2008年1月14日、第16回議会の下院議長に就任した。
2009年、ハインツ・ホフシュナイダーの副知事候補として知事選に出馬。最多得票を得るも過半数に届かなかったため、知事選史上初の決選投票となった。結果、370票差で共和党のベニグノ・フィティアルに敗れ落選した。
2014年の選挙では上院3区(サイパン島)から出馬し当選。2015年1月から2017年1月までの第19回北マリアナ諸島議会で上院副議長を務め、2017年1月から2019年1月までの第20回議会では上院議長を務めた。
2018年、当時現職のラルフ・トーレスの副知事候補として知事選に出馬。フアン・ババウタとの一騎討ちに勝利し、2019年1月14日に副知事に就任した。2022年11月8日の中間選挙で執行された知事選挙では得票率33.15％で2位にとどまり、38.83％を得票し首位となった現職のラルフ・トーレス知事とともに決選投票に進出。11月25日の投開票の結果54.05％を得票し、45.95％にとどまったトーレスを抑え逆転当選を果たした。副知事には元サイパン市長であるデビッド・M・アパタン氏が就任した。
2025年7月23日の夜、グアムに搬送されたが、現地で死去。69歳没。
死去に伴いデビッド・M・アパタン氏が知事に昇格しデニス・C.・メンディオーラ氏が副知事に就任している。
妻ウェラ・サブラン・パラシオスとの間に4人の子供がいる。